# Roeslerstammia pronubella
Roeslerstammia pronubella – gatunek motyla z infrarzędu różnoskrzydłych i rodziny Roeslerstammiidae.
Gatunek ten opisany został w 1775 roku przez Michaela Denisa i Ignaza Schiffermüllera jako Tinea pronubella.
Motyl o rozpiętości skrzydeł od 12 do 14 mm. Głowa z ochrowożółtym ciemieniem i brunatną górą czoła. Tułów metalicznie połyskująco zielonkawobrunatny. Skrzydła przednie wraz ze strzępiną barwy tułowia, zaś skrzydła tylne żółte z brunatnymi wierzchołkami i szarobrunatną strzępiną. Odwłok barwy brunatnej. Odnóża ochrowożółte. Samce mają krótki, zagięty u nasady i dalej prosty edeagus oraz klinowato wcięty na wierzchołku unkus. Samice cechują się torebką kopulacyjną bez znamienia lub ze śladowym znamieniem w postaci ziarenkowatych sklerytów.
Gatunek europejski, znany z Austrii, Czech, Francji, Litwy, Niemiec, Polski, Rumunii, Słowacji, Szwajcarii, Węgier i Wielkiej Brytanii.